# McLeod
McLeod je priimek več oseb:
- Allan McLeod Cormack, južnoafriško-ameriški fizik škotskega rodu, nobelovec
- Donald Kenneth McLeod, britanski general
- Roderick William McLeod, britanski general
- Rory McLeod, več znanih ljudi